# LGBT práva v Laosu

Duhová mapa Laosu

Přestože je homosexualita v Laosu legální, nelze objektivně posoudit, jaký je přístup státu k akceptaci leseb, gayů, bisexuálů a translidí (LGBT) a násilí, s nímž se potýkají, neboť zdejší vláda neuznává kohokoli, kdo se protiví jejímu vlastnímu pojetí lidských práv. Nicméně existuje celospolečnská shoda na tom, že je Laos v současné době jedním z nejliberálnějších komunistických států s rostoucí akceptací homosexuality. Navzdory těmto procesům diskriminace stále existuje.

## Stejnopohlavní soužití
Laos neuznává stejnopohlavní manželství, ani jinou formu stejnopohlavních svazků. Nebyly zaznamenány ani žádné debaty na téma legalizace homosexuálních svazků v dohledné době, což ale neznamená, že by se vláda nebo Laosané těmto novotám bránili, případně blokovali diskuse na toto téma.

## Zákony proti diskriminaci
V současné době neexistují ani žádné zákony proti homofobní diskriminaci. Ústava Laoské lidově demokratické republiky na práva jiných sexuálních orientací a genderových identit nepamatuje.

## Kultura, události a média
Gay návštěvníci Laosu občas v 90. letech vyprávěli o existenci tabu spojených s cizinci, která jim způsobovala bariéru při interakci s místními, vyjma noční anonymity. Dnes vláda neblokuje přístup k webovým stránkám s LGBT tematikou, ale diskuse tohoto typu jsou v médiích raritní, vyjma translidí, kteří jsou v kultuře a zábavě hodně viditelní. Nicméně laoská vláda LGBT komunitu ignoruje, případně tiše toleruje, pokud na ní nevznáší žádné požadavky, případně nevede kampaně za svá práva. LGBT lidé jsou často lépe přijímáni ve větších aglomeracích, než na venkově.

## Souhrnný přehled
| Legální stejnopohlavní styk                                                            | (Nikdy nebyl trestný)  |
| Stejný věk legální způsobilosti k pohlavnímu styku pro obě orientace                   | (Nikdy nebyl rozdílný) |
| Antidiskriminační zákony v zaměstnání                                                  | No                     |
| Antidiskriminační zákony v přístupu ke zboží a službám                                 | No                     |
| Antidiskriminační zákony v ostatních oblastech (homofobní urážky, zločiny z nenávisti) | No                     |
| Stejnopohlavní manželství                                                              | No                     |
| Jiná forma stejnopohlavního soužití                                                    | No                     |
| Adopce dítěte partnera                                                                 | No                     |
| Společná adopce dětí stejnopohlavními páry                                             | No                     |
| Gayové a lesby smějí otevřeně sloužit v armádě                                         |                        |
| Možnost změny pohlaví                                                                  |                        |
| Přístup k umělému oplodnění pro lesbické ženy                                          | No                     |
| Náhradní mateřství pro gay páry                                                        | No                     |
| MSM smějí darovat krev                                                                 | No                     |